# Ustawa o Unii Kanadyjskiej
Ustawa o Unii Kanadyjskiej (ang. Act of Union) – ustawa Parlamentu Brytyjskiego dotycząca ustroju politycznego Kanady – kolonii brytyjskiej w Ameryce Północnej, uchwalona przez brytyjski parlament 23 lipca 1840 i podpisana przez królową Wiktorię, weszła w życie 10 lutego 1841 i zastąpiła Ustawę o Kanadzie. Ustawa o Unii obowiązywała do roku 1867, gdy zastąpiona została Konfederacją Kanady.
Ustawa łączyła dwie istniejące wcześniej prowincje Górną i Dolną Kanadę w jedną Prowincję Kanady – Province of Canada. Zunifikowana prowincja dostała wspólny parlament pochodzący z wyboru. Władzę administracyjną sprawował rząd podporządkowany gubernatorowi generalnemu jako wicekrólowi. Równa liczba miejsc w parlamencie dla obu części Unii – Wschodniej i Zachodniej Kanady była taka sama, co wkrótce, wskutek intensywnej imigracji, doprowadziło do nadreprezentacji Kanady Wschodniej w Parlamencie. Ustawa usuwała także odmienność prawną Quebecu (Dolnej Kanady) oraz likwidowała dualność języka urzędowego. Odtąd jedynym językiem urzędowym w prowincji miał być angielski. Unia uprzywilejowała także Kościół anglikański.
Unia spotkała się z mieszanym przyjęciem w Kanadzie. Z jednej strony była ważnym krokiem w kierunku demokratyzacji i samorządności, dla radykałów jednak nie idącym zbyt daleko. W Quebecu dla frankofonów nie do zaakceptowania była likwidacja odrębności prawnej (prawo cywilne oparte było na zwyczajowym prawie francuskim) francuskiego jako języka urzędowego oraz pomniejszenia roli Kościoła katolickiego.
W krótkiej perspektywie unia okazała się korzystna. Pozwoliła na sformułowanie reformatorskiego przedstawicielskiego rządu, który zdołał przeprowadzić szereg reform. Na dłuższą metę jednak, wobec sztywnego systemu wyborczego, doprowadził do permanentnego kryzysu parlamentarnego, który został przełamany dopiero przez rząd koalicyjny liberalno-konserwatywny, który ostatecznie doprowadził do utworzenia Konfederacji Kanady w 1867.
 Zapoznaj się z zastrzeżeniami dotyczącymi pojęć prawnych w Wikipedii.